# Daniela Neunast
Daniela Neunast, född den 19 september 1966 i Potsdam i Tyskland, är en östtysk och därefter tysk roddare.
Hon tog OS-brons i fyra utan styrman i samband med de olympiska roddtävlingarna 1992 i Barcelona.